# Scopula defecta
Scopula defecta là một loài bướm đêm trong họ Geometridae.